# Jin Kyung
Dans ce nom coréen, le nom de famille, Jin, précède le nom personnel.
Jin Kyung (hangeul : 진경), née le 27 mars 1972 à Masan, est une actrice sud-coréenne.

## Filmographie sélective

### Cinéma
| Année   | Titre                                      | Titre original                | Rôle                                                             | Remarques                 |
| ------- | ------------------------------------------ | ----------------------------- | ---------------------------------------------------------------- | ------------------------- |
| 2000    | Sugar Hill                                 |                               |                                                                  | (court métrage)           |
| 2000    | La Vierge mise à nu par ses prétendants    |                               |                                                                  |                           |
| 2001    | I Wish I Had a Wife (en)                   |                               |                                                                  |                           |
| 2001    | Go West (court métrage)                    |                               |                                                                  |                           |
| 2001    | Paradise Villa                             | 파라다이스 빌라               | Femme avec purificateur d'eau                                    |                           |
| 2004    | Too Beautiful to Lie (en)                  | 그녀를 믿지 마세요            | Joo Young-ok                                                     |                           |
| 2004    | Miso (A Smile)                             | 미소                          | Ecrivaine Ahn                                                    |                           |
| 2004    | My Little Bride                            | 어린 신부                     | Jeune mariée                                                     |                           |
| 2005    | The Bayer Piano Lesson for Children Vol. 1 |                               | Professeur de piano                                              | (court métrage)           |
| 2006    | Forbidden Quest (en)                       | 음란서생                      | La femme de Yoon-seo                                             |                           |
| 2006    | Love Phobia (en)                           | 도마뱀                        | Enseignante                                                      |                           |
| 2007    | Where Are You Going?                       | 특별시 사람들                 | Professeur titulaire                                             |                           |
| 2009    | The Room Nearby                            | 그녀들의 방                   | Professeur Park                                                  |                           |
| 2009    | The Case of Itaewon Homicide (en)          | 이태원 살인사건               | L'épouse du procureur Park                                       |                           |
| 2009    | Fly, Penguin                               | 날아라 펭귄                   | Kwon Soo-min                                                     |                           |
| 2010    | Happy Killers (en)                         | 반가운 살인자                 | Mi-young                                                         |                           |
| 2011    | Glove                                      | 글러브                        | Nonne enseignante                                                |                           |
| 2011    | Hanji                                      | 반가운 살인자                 | Chef de section féminine                                         |                           |
| 2011    | Head                                       | 헤드                          | Infirmière                                                       |                           |
| 2011    | A Reason to Live                           | 오늘                          | Grande soeur de Sang-woo                                         |                           |
| 2012    | Hoya (Eighteen, Nineteen)                  | 열여덟,열아홉                 | Professeur titulaire                                             | Cameo                     |
| 2012    | Bureojin hwasal (Unbowed)                  | 부러진 화살                   | Femme de Park Jun                                                | Cameo                     |
| 2012    | Miss Conspirator (en)                      | 미쓰 GO                       | Miss Go                                                          | Cameo                     |
| 2013    | My Paparoti                                | 파파로티                      | Mi-sun, épouse de Sang-jin                                       |                           |
| 2013    | Cold Eyes (en)                             | 감시자들                      | Chef de département Lee                                          |                           |
| 2014    | Slow Video (en)                            | 슬로우 비디오                 | Shim la vieille fille                                            |                           |
| 2015    | Perfect Proposal (en)                      | 은밀한 유혹                   | Jang Hye-jin                                                     |                           |
| 2015    | Veteran                                    | 베테랑                        | Lee Joo-yeon                                                     |                           |
| 2015    | Assassination                              | 암살                          | Ahn Seong-sim                                                    |                           |
| 2015    | You Call It Passion (en)                   | 열정 같은 소리 하고 있네      | PDG Jang                                                         |                           |
| 2015    | Circle of Atonement                        | 비밀                          | Reporter Kim                                                     |                           |
| 2016    | The Great Actor (en)                       | 대배우                        | Ji-young                                                         |                           |
| 2016    | Master                                     | 마스터                        | Kim Mi-yong                                                      |                           |
| 2018    | Love+Sling (en) (ou Wrestler)              | 레슬러                        | Mi-ra                                                            |                           |
| 2018    | The Witness                                | 목격자                        | Soo-jin                                                          |                           |
| 2019    | Sunkist Family                             | 썬키스 패밀리                 | Jeong Yoo-mi                                                     |                           |
| 2020    | Lucky Strike (Beasts Clawing at Straws)    | 지푸라기라도 잡고 싶은 짐승들 | Young-sun, femme de Joong-man                                    |                           |
| 2021    | Hard Hit                                   | 발신제한                      | Ban, Cheffe d'équipe de l'équipe de neutralisation des explosifs | [ 3 ]                     |
| 2022    | Yaksha: Ruthless Operations (en)           | 야차                          | Yeom Jeong-won                                                   | Disponible sur Netflix    |
| 2022    | The Boys                                   | 소년들                        | Yoon Mi-sook                                                     | Première au BIFF          |
| 2023    | Smugglers                                  | 밀수                          | La directrice Laura                                              | apparition exceptionnelle |
| 2024    | Veteran 2                                  | 베테랑 2                      | Lee Joo-yeon                                                     |                           |
| À venir | Song of the Sun                            |                               |                                                                  | [ 6 ]                     |

### Télévision
| Année | Série télévisée                                 | Titre original               | Rôle                                     | Diffusion              | Observations                |
| ----- | ----------------------------------------------- | ---------------------------- | ---------------------------------------- | ---------------------- | --------------------------- |
| 2008  | Iljimae                                         | 일지매                       | mère de Bong-soon                        | SBS TV                 |                             |
| 2009  | Queen Seondeok                                  | 선덕여왕                     |                                          | MBC TV                 |                             |
| 2009  | My Too Perfect Sons(en)                         | 솔약국집 아들들              |                                          | KBS2                   |                             |
| 2010  | OB & GY (Obstetrics and Gynecology Doctors)(en) | 산부인과                     |                                          | SBS TV                 |                             |
| 2010  | I am Legend(en)                                 | 나는 전설이다                |                                          | SBS TV                 |                             |
| 2011  |                                                 | 장미의 전쟁                  |                                          | SBS TV                 |                             |
| 2012  | Phantom                                         | 유령                         | Oh Yeon-sook                             | SBS TV                 |                             |
| 2012  | Cheer Up, Mr. Kim!(en)                          | 힘내요, 미스터 김!           | Jo Jae-nam                               | KBS1                   |                             |
| 2012  | The Innocent Man (ou Nice Guy)                  | 세상 어디에도 없는 착한 남자 | Hyun Jung-hwa                            | KBS2, Netflix          |                             |
| 2012  | My Husband Got a Family(en)                     | 넝쿨째 굴러온 당신           | Min Ji-young                             | KBS2                   |                             |
| 2013  | The Queen's Classroom(en)                       | 여왕의 교실                  | Jung Hwa-shin                            | MBC TV                 |                             |
| 2013  | Basketball(en)                                  | 빠스껫 볼                    | Femme de Bamsil                          | tvN                    |                             |
| 2013  | Good Doctor                                     | 굿 닥터                      | Nam Joo-yeon                             | KBS2, Netflix          |                             |
| 2013  | Outlasting Happiness                            | 끈질긴 기쁨                  |                                          | KBS2                   |                             |
| 2014  | Pinocchio                                       | 피노키오                     | Song Cha-ok                              | SBS TV, Netflix        |                             |
| 2014  | It's Okay, That's Love                          | 괜찮아, 사랑이야             | Lee Young-jin                            | SBS TV                 |                             |
| 2014  | Wonderful Days                                  | 참 좋은 시절                 | Cha Hae-joo                              | KBS2                   |                             |
| 2014  | Tears of Heaven                                 | 천국의 눈물                  | Mère adoptive (cameo)                    | MBN                    |                             |
| 2014  | The girl who became a photo                     | 액자가 된 소녀               | Seo Ji-eun                               | KBS2                   |                             |
| 2015  | Blood                                           | 블러드                       | Choi Kyung-in                            | KBS2, Netflix          |                             |
| 2015  | The time we were not in love                    | 너를 사랑한 시간             | Choi Mi-hyang                            | SBS TV                 |                             |
| 2015  | Oh My Venus                                     | 오 마이 비너스               | Choi Hye-ran                             | KBS2, Netflix          |                             |
| 2016  | Uncontrollably fond                             | 함부로 애틋하게              | Shin Young-ok                            | KBS2, Netflix          |                             |
| 2016  | Local Hero                                      | 동네의 영웅                  | Sun-young                                | OCN                    |                             |
| 2016  | Woman with a Suitcase                           | 캐리어를 끄는 여자           | Goo Ji-hyun                              | MBC TV                 |                             |
| 2016  | Gogh, The Starry Night                          | 고호의 별이 빛나는 밤에      | Directrice créative Yoon (Ep. 1 & 13-14) | SBS TV                 |                             |
| 2016  | Dr. Romantic                                    | 낭만닥터 김사부              | Oh Myung-sim                             | SBS TV, Netflix        |                             |
| 2017  | Untouchable                                     | 언터처블                     | Jung Yoon-mi                             | JTBC                   |                             |
| 2018  | My Only One                                     | 하나뿐인 내편                | Na Hong-joo, tante de Da-ya              | KBS2                   |                             |
| 2019  | Rural Outcasts                                  | 웬 아이가 보았네             | Won Mi                                   | KBS2                   |                             |
| 2020  | Dr. Romantic (saison 2)                         | 낭만닥터 김사부 2            | Oh Myung-sim                             | SBS TV, Netflix        |                             |
| 2020  | Homemade Love Story(en)                         | 오! 삼광빌라!                | Jung Min-jae                             | KBS2, Netflix          |                             |
| 2021  | Melancholia                                     | 멜랑꼴리아                   | Noh Jung-ah                              | tvN, Netflix           |                             |
| 2021  | L.U.C.A.: The Beginning(en)                     | 루카：더 비기닝              | Hwang Jung-ah                            | tvN                    | Disponible sur Viki Rakuten |
| 2022  | Extraordinary Attorney Woo                      | 이상한 변호사 우영우         | Tae Soo-mi                               | ENA, Netflix           |                             |
| 2022  | Love in Contract(en)                            | 월수금화목토                 | Yoo Mi-ho                                | tvN, Netflix           |                             |
| 2023  | Dr. Romantic (saison 3)                         | 낭만닥터 김사부 3            | Oh Myung-sim                             | SBS TV                 |                             |
| 2023  | Queenmaker(en)                                  | 퀸메이커                     | Seo Min-jeong                            | Netflix                |                             |
| 2023  | Black Knight                                    | 택배기사                     | Yoon Mi-sook                             | Netflix                |                             |
| 2023  | My Lovely Liar(en)                              | 소용없어 거짓말              | Cha Hyang-suk : mère de Sol-hee          | tvN                    | Disponible sur Viki Rakuten |
| 2023  | The Story of Park's Marriage Contract(en)       | 열녀박씨 계약결혼뎐          | Min Hye-suk / Lady Yoon                  | MBC (Chorokbaem Media) | Disponible sur Viki Rakuten |